# Élections législatives de 2022 dans le Gers
Les élections législatives françaises de 2022 se déroulent les 12 et 19 juin 2022. Dans le Gers, deux députés sont à élire dans le cadre de deux circonscriptions.

## Résultats de l'élection présidentielle de 2022 par circonscription
| Circonscription | 1er tour | 1er tour | 1er tour  |         | 2d tour | 2d tour |
| Circonscription | Macron   | Le Pen   | Mélenchon | Macron  | Le Pen  |         |
| --------------- | -------- | -------- | --------- | ------- | ------- | ------- |
| Circonscription |          |          |           |         |         |         |
| 1re             | 24,74 %  | 21,70 %  | 19,42 %   | 56,90 % | 43,10 % |         |
| 2e              | 25,04 %  | 23,00 %  | 17,27 %   | 54,47 % | 45,53 % |         |

## Système électoral
Les élections législatives ont lieu au scrutin uninominal majoritaire à deux tours dans des circonscriptions uninominales.
Est élu au premier tour le candidat qui réunit la majorité absolue des suffrages exprimés et un nombre de voix au moins égal au quart (25 %) des électeurs inscrits dans la circonscription. Si aucun des candidats ne satisfait ces conditions, un second tour est organisé entre les candidats ayant réuni un nombre de voix au moins égal à un huitième des inscrits (12,5 %) ; les deux candidats arrivés en tête du premier tour se maintiennent néanmoins par défaut si un seul ou aucun d'entre eux n'a atteint ce seuil. Au second tour, le candidat arrivé en tête est déclaré élu.
Le seuil de qualification basé sur un pourcentage du total des inscrits et non des suffrages exprimés rend plus difficile l'accès au second tour lorsque l'abstention est élevée. Le système permet en revanche l'accès au second tour de plus de deux candidats si plusieurs d'entre eux franchissent le seuil de 12,5 % des inscrits. Les candidats en lice au second tour peuvent ainsi être trois, un cas de figure appelé « triangulaire ». Les second tours où s'affrontent quatre candidats, appelés « quadrangulaire » sont également possibles, mais beaucoup plus rares.

### Partis et nuances
Les résultats des élections sont publiés en France par le ministère de l'Intérieur, qui classe les partis en leur attribuant des nuances politiques. Ces dernières sont décidées par les préfets, qui les attribuent indifféremment de l'étiquette politique déclarée par les candidats, qui peut être celle d'un parti ou une candidature sans étiquette.
En 2022, seules les coalitions Ensemble (ENS) et Nouvelle Union populaire écologique et sociale (NUP), ainsi que le Parti radical de gauche (RDG), l'Union des démocrates et indépendants (UDI), Les Républicains (LR), le Rassemblement national (RN) et Reconquête (REC) se voient attribuer  une nuance propre,,.
Tous les autres partis se voient attribuer l'une ou l'autre des nuances suivantes : DXG (divers extrême gauche), DVG (divers gauche), ECO (écologiste), REG (régionaliste), DVC (divers centre), DVD (divers droite), DSV (droite souverainiste) et DXD (divers extrême droite). Des partis comme Debout la France ou Lutte ouvrière ne disposent ainsi pas de nuance propre, et leurs résultats nationaux ne sont pas publiés séparément par le ministère, car mélangés avec d'autres partis (respectivement dans les nuances DSV et DXG),.

## Résultats

### Élus
| Circonscription                                 | Député sortant      | Parti | Parti | Groupe | Député élu ou réélu | Parti | Parti    | Groupe |
| ----------------------------------------------- | ------------------- | ----- | ----- | ------ | ------------------- | ----- | -------- | ------ |
| 1re                                             | Jean-René Cazeneuve |       | LREM  | LREM   | Jean-René Cazeneuve |       | LREM     | RE     |
| 2e                                              | Gisèle Biémouret*   |       | PS    | SOC    | David Taupiac       |       | PS diss. | NI     |
| * député sortant ne se représentant pas en 2022 |                     |       |       |        |                     |       |          |        |

### Résultats à l'échelle du département

#### Résultats par coalition
| Parti et coalition                                           | Parti et coalition                                           | Parti et coalition                            | Premier tour | Premier tour | Premier tour | Second tour   | Second tour   | Second tour | Total Sièges  | +/-           |  |
| Parti et coalition                                           | Parti et coalition                                           | Parti et coalition                            | Voix         | %            | Sièges       | Voix          | %             | Sièges      | Total Sièges  | +/-           |  |
| ------------------------------------------------------------ | ------------------------------------------------------------ | --------------------------------------------- | ------------ | ------------ | ------------ | ------------- | ------------- | ----------- | ------------- | ------------- |  |
|                                                              |                                                              | La République en marche (LREM)                | 20 537       | 25,41        | 0            | 31 874        | 44,83         | 1           | 1             | en stagnation |  |
| Total Ensemble (ENS)                                         | Total Ensemble (ENS)                                         | 20 537                                        | 25,41        | 0            | 31 874       | 44,83         | 1             | 1           | en stagnation |               |  |
|                                                              |                                                              | La France insoumise (LFI)                     | 17 343       | 21,46        | 0            | 17 025        | 23,94         | 0           | 0             | en stagnation |  |
| Total Nouvelle Union populaire écologique et sociale (NUPES) | Total Nouvelle Union populaire écologique et sociale (NUPES) | 17 343                                        | 21,46        | 0            | 17 025       | 23,94         | 0             | 0           | 1             |               |  |
|                                                              | Rassemblement national (RN)                                  | Rassemblement national (RN)                   | 15 178       | 18,78        | 0            |               |               |             | 0             | en stagnation |  |
|                                                              | Dissidents NUPES                                             | Dissidents NUPES                              | 9 816        | 12,15        | 0            | 22 203        | 31,23         | 1           | 1             | Nv            |  |
|                                                              |                                                              | Les Républicains (LR)                         | 4 874        | 6,03         | 0            |               |               |             | 0             | en stagnation |  |
| Total Union de la droite et du centre (UDC)                  | Total Union de la droite et du centre (UDC)                  | 4 874                                         | 6,03         | 0            | 0            | en stagnation |               |             |               |               |  |
|                                                              | Parti radical de gauche (PRG)                                | Parti radical de gauche (PRG)                 | 4 060        | 5,02         | 0            | 0             | Nv            |             |               |               |  |
|                                                              | Reconquête (REC)                                             | Reconquête (REC)                              | 3 801        | 4,70         | 0            | 0             | Nv            |             |               |               |  |
|                                                              |                                                              | Le Mouvement pour les Animaux (LMPA)          | 1 236        | 1,53         | 0            | 0             | Nv            |             |               |               |  |
|                                                              | L'Écologie autrement (LÉA)                                   | 232                                           | 0,29         | 0            | 0            | Nv            |               |             |               |               |  |
| Total Tous unis pour le vivant (TUPV)                        | Total Tous unis pour le vivant (TUPV)                        | 1 468                                         | 1,82         | 0            | 0            | Nv            |               |             |               |               |  |
|                                                              |                                                              | Debout la France (DLF)                        | 681          | 0,84         | 0            | 0             | en stagnation |             |               |               |  |
|                                                              | Les Patriotes (LP)                                           | 588                                           | 0,73         | 0            | 0            | Nv            |               |             |               |               |  |
| Total Union pour la France (UPF)                             | Total Union pour la France (UPF)                             | 1 269                                         | 1,57         | 0            | 0            | en stagnation |               |             |               |               |  |
|                                                              |                                                              | Bastir Occitanie (BO)                         | 848          | 1,05         | 0            | 0             | Nv            |             |               |               |  |
| Total Pays unis (PU)                                         | Total Pays unis (PU)                                         | 848                                           | 1,05         | 0            | 0            | Nv            |               |             |               |               |  |
|                                                              | Parti animaliste (PA)                                        | Parti animaliste (PA)                         | 618          | 0,76         | 0            | 0             | Nv            |             |               |               |  |
|                                                              | Lutte ouvrière (LO)                                          | Lutte ouvrière (LO)                           | 397          | 0,49         | 0            | 0             | en stagnation |             |               |               |  |
|                                                              | Parti ouvrier indépendant démocratique (POID)                | Parti ouvrier indépendant démocratique (POID) | 257          | 0,32         | 0            | 0             | Nv            |             |               |               |  |
|                                                              |                                                              | Sans étiquette                                | 0            | 0,00         | 0            | 0             | Nv            |             |               |               |  |
| Total Fédération de la gauche républicaine (FGR)             | Total Fédération de la gauche républicaine (FGR)             | 0                                             | 0,00         | 0            | 0            | Nv            |               |             |               |               |  |
|                                                              | Sans étiquette (SE)                                          | Sans étiquette (SE)                           | 353          | 0,44         | 0            | 0             | en stagnation |             |               |               |  |
|                                                              |                                                              |                                               |              |              |              |               |               |             |               |               |  |
| Suffrages exprimés                                           | Suffrages exprimés                                           | Suffrages exprimés                            | 80 819       | 96,93        |              | 71 102        | 89,74         |             |               |               |  |
| Votes blancs                                                 | Votes blancs                                                 | Votes blancs                                  | 1 804        | 2,16         | 5 440        | 6,87          |               |             |               |               |  |
| Votes nuls                                                   | Votes nuls                                                   | Votes nuls                                    | 760          | 0,91         | 2 690        | 3,40          |               |             |               |               |  |
| Total                                                        | Total                                                        | Total                                         | 83 383       | 100          | 0            | 79 232        | 100           | 2           | 2             | en stagnation |  |
| Abstentions                                                  | Abstentions                                                  | Abstentions                                   | 64 273       | 43,53        |              | 68 424        | 46,34         |             |               |               |  |
| Inscrits/Participation                                       | Inscrits/Participation                                       | Inscrits/Participation                        | 147 656      | 56,47        | 147 656      | 53,66         |               |             |               |               |  |

#### Résultats par nuance
| Nuance                 | Nuance                                         | Nuance                 | Premier tour | Premier tour | Premier tour | Second tour | Second tour   | Second tour | Total Sièges | +/-           |  |
| Nuance                 | Nuance                                         | Nuance                 | Voix         | %            | Sièges       | Voix        | %             | Sièges      | Total Sièges | +/-           |  |
| ---------------------- | ---------------------------------------------- | ---------------------- | ------------ | ------------ | ------------ | ----------- | ------------- | ----------- | ------------ | ------------- |  |
|                        | Ensemble !                                     | ENS                    | 20 537       | 25,41        | 0            | 31 874      | 44,83         | 1           | 1            | en stagnation |  |
|                        | Nouvelle Union populaire écologique et sociale | NUP                    | 17 343       | 21,46        | 0            | 17 025      | 23,94         | 0           | 0            | 1             |  |
|                        | Rassemblement national                         | RN                     | 15 178       | 18,78        | 0            |             |               |             | 0            | en stagnation |  |
|                        | Divers gauche                                  | DVG                    | 9 816        | 12,15        | 0            | 22 203      | 31,23         | 1           | 1            | 1             |  |
|                        | Les Républicains                               | LR                     | 4 874        | 6,03         | 0            |             |               |             | 0            | en stagnation |  |
|                        | Parti radical de gauche                        | RDG                    | 4 060        | 5,02         | 0            | 0           | Nv            |             |              |               |  |
|                        | Reconquête                                     | REC                    | 3 801        | 4,70         | 0            | 0           | Nv            |             |              |               |  |
|                        | Ecologistes                                    | ECO                    | 1 854        | 2,29         | 0            | 0           | en stagnation |             |              |               |  |
|                        | Droite souverainiste                           | DSV                    | 1 269        | 1,57         | 0            | 0           | en stagnation |             |              |               |  |
|                        | Régionaliste                                   | REG                    | 848          | 1,05         | 0            | 0           | Nv            |             |              |               |  |
|                        | Divers extrême gauche                          | DXG                    | 654          | 0,81         | 0            | 0           | en stagnation |             |              |               |  |
|                        | Divers                                         | DIV                    | 585          | 0,72         | 0            | 0           | en stagnation |             |              |               |  |
|                        |                                                |                        |              |              |              |             |               |             |              |               |  |
| Suffrages exprimés     | Suffrages exprimés                             | Suffrages exprimés     | 80 819       | 96,93        |              | 71 102      | 89,74         |             |              |               |  |
| Votes blancs           | Votes blancs                                   | Votes blancs           | 1 804        | 2,16         | 5 440        | 6,87        |               |             |              |               |  |
| Votes nuls             | Votes nuls                                     | Votes nuls             | 760          | 0,91         | 2 690        | 3,40        |               |             |              |               |  |
| Total                  | Total                                          | Total                  | 83 383       | 100          | 0            | 79 232      | 100           | 2           | 2            | en stagnation |  |
| Abstentions            | Abstentions                                    | Abstentions            | 64 273       | 43,53        |              | 68 424      | 46,34         |             |              |               |  |
| Inscrits/Participation | Inscrits/Participation                         | Inscrits/Participation | 147 656      | 56,47        | 147 656      | 53,66       |               |             |              |               |  |

### Cartes

Nuance politique des candidats arrivés en tête dans chaque commune au 1er tour.
Nuance politique des candidats arrivés en tête dans chaque commune au 2e tour.

### Analyse
Comme en 2017, le Gers est principalement le théâtre d'un affrontement entre la gauche historiquement implantée et la coalition Ensemble. Cependant, la gauche reste fracturée entre l'alliance nationale de la NUPES et une partie de la gauche locale. On peut aussi remarquer une progression sensible de l'extrême droite.
Cette dernière fracture est particulièrement visible concernant la succession de la socialiste Gisèle Biémouret, députée de Condom depuis 2007. Deux principaux candidats sont présents à gauche. On trouve David Taupiac, maire socialiste de Saint-Clar, qui se situe en dehors de l'alliance NUPES, représentée ici par l'insoumise Françoise Dubos, Le premier tour se révèle fracturé mais c'est David Taupiac qui creuse l'écart sur la candidate Ensemble, Maëva Bourcier. La jeune agricultrice marcheuse, ancienne attachée parlementaire de Jean-René Cazeneuve, devance et élimine ainsi la candidate insoumise. Elle-même fait presque jeu égal avec la candidate du RN. Alice Cendré, aide soignante et candidate aux élections départementales de 2021, fait progresser son camp de cinq points, soit 2 000 voix. Le candidat de la droite, Michel Gabas, maire d'Eauze et conseiller départemental d'Armagnac-Ténarèze, atteint 12 % des voix. Il parvient à être largement en tête avec 38 % des voix dans sa commune, et s'impose dans une dizaine d'autres aux alentours (voir carte ci-dessus). David Taupiac s'impose très largement, frôlant 63 % des voix. Depuis 1958, dans le secteur, c'est un nouveau record pour les socialistes, dépassant le précédent meilleur score de 59 % atteint par Gisèle Biémouret en 2012.
On retrouve des tendances similaires dans le secteur d'Auch, même si la gauche "non-NUPES" se révèle moins compétitive et l'UDC est absente. Sylvie Theye, maire radicale de gauche de Ladevèze-Ville, récolte un peu plus de 10 % des voix et emporte près de deux tiers des voix dans son village. Elle se place cependant loin du trio de tête. Comme Alice Cendré à Condom, Jean-Luc Yelma fait progresser l'extrême droite. Le candidat du RN, tête de liste gersoise du parti pour les élections régionales en 2021, dépasse 20 % des voix, doublant presque le score de la représentante du FN en 2017. Il est toutefois éliminé par le député sortant marcheur, Jean-René Cazeneuve, qui dépasse 30 % des voix et le candidat de la NUPES, qui en atteint 25. Le militant insoumis Pascal Levieux est soutenu par de nombreux élus de gauche, au travers d'une tribune publiée pendant l'entre-deux tours. Cela ne suffit cependant pas à combler son retard et Jean-René Cazeneuve est réélu, avec un score tout de même en repli de 7 points par rapport à 2017. Les résultats sont encore plus serrés à Auch, qui donne l'avantage au candidat de gauche par 65 voix.

### Résultats par circonscription

#### Première circonscription
Député sortant : Jean-René Cazeneuve (La République en marche).
| Candidat                 | Candidat                 | Parti et coalition       | Nuance                   | Premier tour | Premier tour | Second tour | Second tour |  |
| Candidat                 | Candidat                 | Parti et coalition       | Nuance                   | Voix         | %            | Voix        | %           |  |
| ------------------------ | ------------------------ | ------------------------ | ------------------------ | ------------ | ------------ | ----------- | ----------- |  |
|                          | Jean-René Cazeneuve      | LREM (ENS)               | ENS                      | 12 648       | 31,49        | 18 822      | 52,51       |  |
|                          | Pascal Levieux           | LFI (NUPES)              | NUP                      | 10 219       | 25,44        | 17 025      | 47,49       |  |
|                          | Jean-Luc Yelma           | RN                       | RN                       | 8 202        | 20,42        |             |             |  |
|                          | Sylvie Theye             | PRG                      | RDG                      | 4 060        | 10,11        |             |             |  |
|                          | Aurore Cazes             | REC                      | REC                      | 1 971        | 4,91         |             |             |  |
|                          | Nadine Larré             | LMPA (TUPV)              | ECO                      | 1 236        | 3,08         |             |             |  |
|                          | Jean-Luc Davezac         | BO (PU)                  | REG                      | 717          | 1,78         |             |             |  |
|                          | Maggy Olivier-Gomolko    | DLF (UPF)                | DSV                      | 681          | 1,70         |             |             |  |
|                          | Jean-Louis Chareton      | LO                       | DXG                      | 237          | 0,59         |             |             |  |
|                          | Bernadette Del Castillo  | PA                       | ECO                      | 199          | 0,50         |             |             |  |
|                          |                          |                          |                          |              |              |             |             |  |
| Votes valides            | Votes valides            | Votes valides            | Votes valides            | 40 170       | 96,39        | 35 847      | 88,80       |  |
| Votes blancs             | Votes blancs             | Votes blancs             | Votes blancs             | 1 068        | 2,56         | 3 060       | 7,58        |  |
| Votes nuls               | Votes nuls               | Votes nuls               | Votes nuls               | 438          | 1,05         | 1 460       | 3,62        |  |
| Total                    | Total                    | Total                    | Total                    | 41 676       | 100          | 40 367      | 100         |  |
| Abstention               | Abstention               | Abstention               | Abstention               | 32 134       | 43,54        | 33 441      | 45,31       |  |
| Inscrits / participation | Inscrits / participation | Inscrits / participation | Inscrits / participation | 73 810       | 56,46        | 73 808      | 54,69       |  |

#### Deuxième circonscription
Députée sortante : Gisèle Biémouret (Parti socialiste).
| Candidat                 | Candidat                 | Parti et coalition       | Nuance                   | Premier tour | Premier tour | Second tour | Second tour |  |
| Candidat                 | Candidat                 | Parti et coalition       | Nuance                   | Voix         | %            | Voix        | %           |  |
| ------------------------ | ------------------------ | ------------------------ | ------------------------ | ------------ | ------------ | ----------- | ----------- |  |
|                          | David Taupiac,           | PS diss.                 | DVG                      | 9 816        | 24,15        | 22 203      | 62,98       |  |
|                          | Maëva Bourcier           | LREM (ENS)               | ENS                      | 7 889        | 19,41        | 13 052      | 37,02       |  |
|                          | Françoise Dubos,         | LFI (NUPES)              | NUP                      | 7 124        | 17,52        |             |             |  |
|                          | Alice Cendré             | RN                       | RN                       | 6 976        | 17,16        |             |             |  |
|                          | Michel Gabas             | LR (UDC)                 | LR                       | 4 874        | 11,99        |             |             |  |
|                          | Éric Monteil             | REC                      | REC                      | 1 830        | 4,50         |             |             |  |
|                          | Sylvie Agier             | LP (UPF)                 | DSV                      | 588          | 1,45         |             |             |  |
|                          | Merima Huseinbasic       | PA                       | ECO                      | 419          | 1,03         |             |             |  |
|                          | Frank Geiger             | SE                       | DIV                      | 353          | 0,87         |             |             |  |
|                          | Angélique Goudenne       | POID                     | DXG                      | 257          | 0,63         |             |             |  |
|                          | Christopher Soccio       | LÉA (TUPV)               | DIV                      | 232          | 0,57         |             |             |  |
|                          | Michèle Martin           | LO                       | DXG                      | 160          | 0,39         |             |             |  |
|                          | Frédéric Fourcade Dutin  | BO (PU)                  | REG                      | 131          | 0,32         |             |             |  |
|                          | Samira Touati            | SE (FGR)                 | DVG                      | 0            | 0,00         |             |             |  |
|                          |                          |                          |                          |              |              |             |             |  |
| Votes valides            | Votes valides            | Votes valides            | Votes valides            | 40 649       | 97,46        | 35 255      | 90,71       |  |
| Votes blancs             | Votes blancs             | Votes blancs             | Votes blancs             | 736          | 1,76         | 2 380       | 6,12        |  |
| Votes nuls               | Votes nuls               | Votes nuls               | Votes nuls               | 322          | 0,77         | 1 230       | 3,16        |  |
| Total                    | Total                    | Total                    | Total                    | 41 707       | 100          | 38 865      | 100         |  |
| Abstention               | Abstention               | Abstention               | Abstention               | 32 139       | 43,52        | 34 983      | 47,37       |  |
| Inscrits / participation | Inscrits / participation | Inscrits / participation | Inscrits / participation | 73 846       | 56,48        | 73 848      | 52,63       |  |